# Boetka
Boetka (Russisch: Бутка) is een plaats (selo) in de Russische oblast Sverdlovsk in de Centrale Oeral. De plaats ligt in het gemeentelijk district Talitski op ongeveer 36 kilometer ten zuiden van Talitsa en 250 kilometer ten oosten van Jekaterinenburg aan het gelijknamige zijriviertje de Boetka van de Beljakovka (zijrivier van de Pysjma, stroomgebied van de Ob).

## Geschiedenis
De plaats werd gesticht als een fort met een (staats-)sloboda op 1 november 1676 door de boeren Silvantsev en Ivanov. Tot de Russische Revolutie bleef het een klein boerendorpje met 37 huizen, omringd door bossen en moerassen, waar vooral landbouw werd bedreven en bosbouw werd gepleegd. Na 1917 werd het een groot dorp, waar bedrijven voor veeteelt, sierteelt en bijenhouderijen werden gesticht en waar fabrieken voor boterwaren (1952) en zetmeel (1960) en een fabriek voor het weven van tapijten (vanaf 1950) werden geopend. Er werden een Acht-jaarsschool (vosmiletnjaja sjkola; bestond van 1959-1984 in de Sovjet-Unie voor gedeeltelijk middelbaar onderwijs) en een middelbare school geopend. Het aantal basisscholen steeg van 5 voor de revolutie naar 16 in 1925. De kerk in de plaats, die voor de revolutie was gebouwd, werd leeggeroofd, omgebouwd naar een Huis voor Cultuur en vervolgens in de jaren 50 tot een bioscoop.
De bosbouw bij de plaats werd in 1912 omgezet naar een bosbouwbedrijf door een stel Duitsers, die het bos lieten omringen met diepe grachten om houtdiefstal te voorkomen en vee buiten te houden. Twee jaar later werd een zaagmolen gebouwd, waar 100 mensen werkzaam waren. Tijdens de collectivisatie werd in 1932 de commune "Rode Mei" gesticht. In 1934 werd hiervoor de paardenweg vervangen door een autoweg met een lengte van 36,4 kilometer naar Talitsa, die in gebruik werd genomen in 1936 (en werd geasfalteerd in 1976). In de jaren 40 werden een reparatie- en naaiatelier voor schoeisel, een meubelmakerij en een aantal werkplaatsen voor bouwmaterialen (steen, halffabricaten en zaaghout) gesticht. In 1949 kreeg de plaats een spoorlijnverbinding voor de industrie en in 1950 werd een spoorstation geopend en deden ook passagierstreinen de plaats aan.
Na de dood van Jeltsin werd besloten tot het plaatsen van een kleine plaquette voor hem, daar zijn houten geboortehuis reeds in de jaren 30 verloren was gegaan. Ook werd een straat naar hem vernoemd. De bewoners wilden echter geen monument daar Jeltsin zich na zijn aanstelling als president niet meer had laten zien in zijn geboorteplaats en de plaats ook niet meeprofiteerde van zijn aanstelling, afgezien van de bouw van een nieuw ziekenhuis en de aanleg van een weg naar de plaats.
Er bevindt zich nog 1 middelbare school in de plaats.

## Geboren in Boetka
- Boris Jeltsin (1931-2007), eerste president van Rusland (1991-1999)